# Kaplica św. Cecylii w Għajnsielem
Kaplica świętej Cecylii (malt. Il-Kappella ta' Santa Ċeċilja lub ta' Santa Ċilja, ang. St Cecilia Chapel) – była rzymskokatolicka kaplica w granicach Għajnsielem na Gozo, Malta, dedykowana św. Cecylii. Zbudowana została około roku 1540, lecz została zdesakralizowana w roku 1644 i przekształcona w budynek pomocniczy pobliskiej wieży św. Cecylii.
Jedyna zachowana średniowieczna kaplica na Gozo, w roku 2007 została mocno zniszczona przez umyślne podpalenie, w roku 2008 częściowo zawaliła się. Przekazana pod opiekę NGO Wirt Għawdex, odbudowana w latach 2008–2011. Od inauguracji w roku 2012 odnowiona kaplica jest otwarta do zwiedzania raz w miesiącu.

## Historia

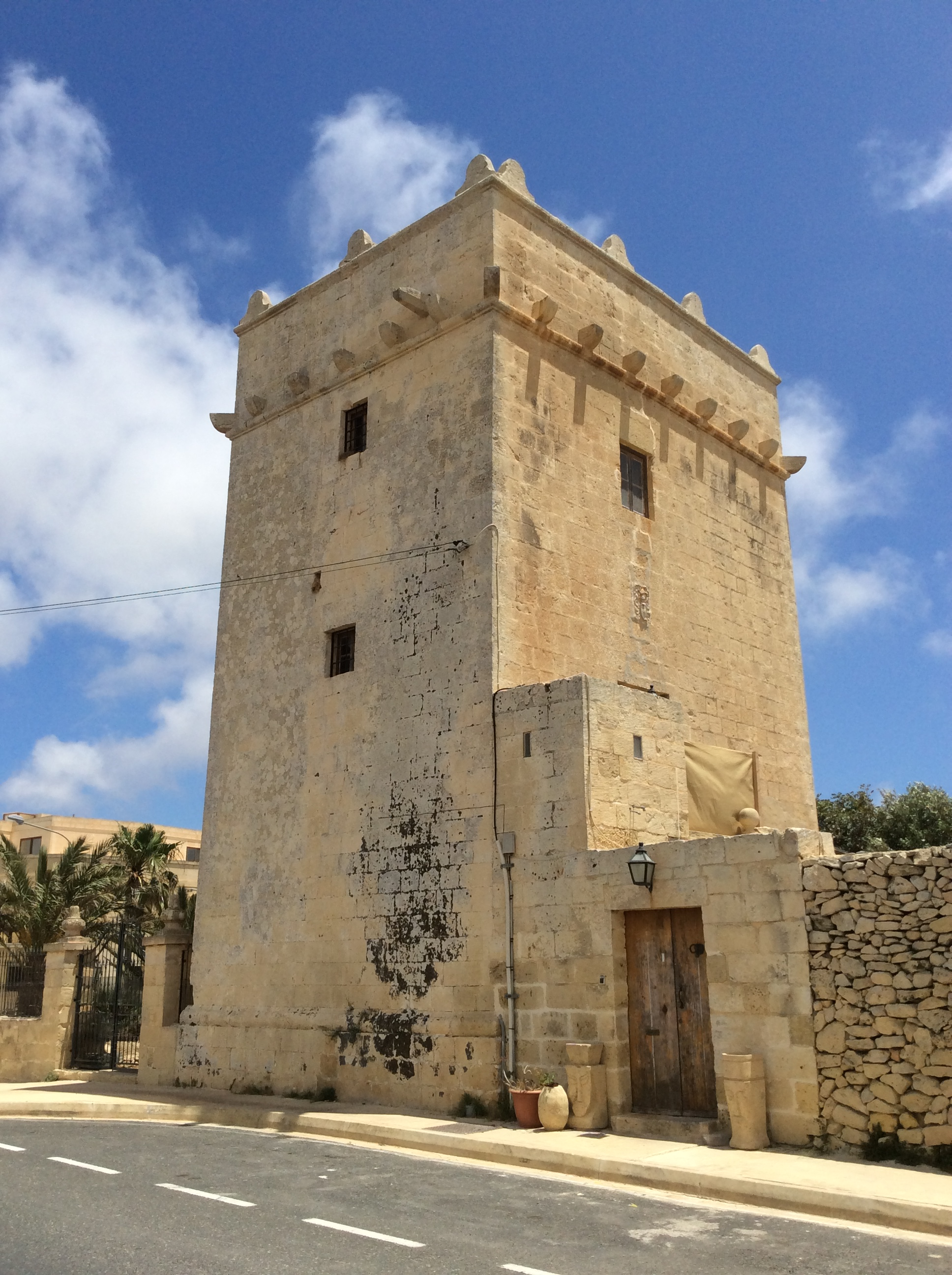
Pobliska wieża św. Cecylii, pochodząca z roku 1613

Data budowy kaplicy św. Cecylii nie jest znana, lecz przypuszcza się, że było to około roku 1540. Teren wokół kaplicy był określany w notarialnych dokumentach, datowanych na lata 1424 oraz 1569, jako Santa Cecilie del Mugiarro lub odmiany tej nazwy. Otaczający teren jest wciąż znany jako ta' Santa Ċeċilja lub ta' Santa Ċilja. Najstarsze zanotowane odniesienie do samego budynku pochodzi z pastoralnej wizyty biskupa Baldassare Cagliaresa w roku 1615.
W roku 1613 rycerz Fra Bernardo Macedonia zbudował w pobliżu wieżę, którą nazwano po kaplicy wieża św. Cecylii. W roku 1630 kaplica została opisana, jako będąca w dobrym stanie, i przez następne kilka lat utrzymywała się dzięki darowiznom. Niestety, już w roku 1635 była w złym stanie i została zdesakralizowana w roku 1644. Kaplica stała się budynkiem pomocniczym dla wieży, mieszcząc przez jakiś czas młyn poruszany siłą mułów.
W roku 1996 budynek kaplicy (wraz z pobliską wieżą) został zaliczony do zabytków narodowych 1. klasy, w roku 1997 został wywłaszczony przez rząd, chociaż zarządzenie to nie zostało wykonane ze względu na kwestię odszkodowania, a budynek pozostał w użyciu jako schronisko dla zwierząt i magazyn do początku XXI wieku. W sierpniu 2007 roku jego wnętrze zostało spalone przez wandali, powodując nieodwracalne szkody. Część zachodniej ściany i niektóre płyty dachowe zawaliły się podczas ulewnego deszczu w styczniu 2008 roku.

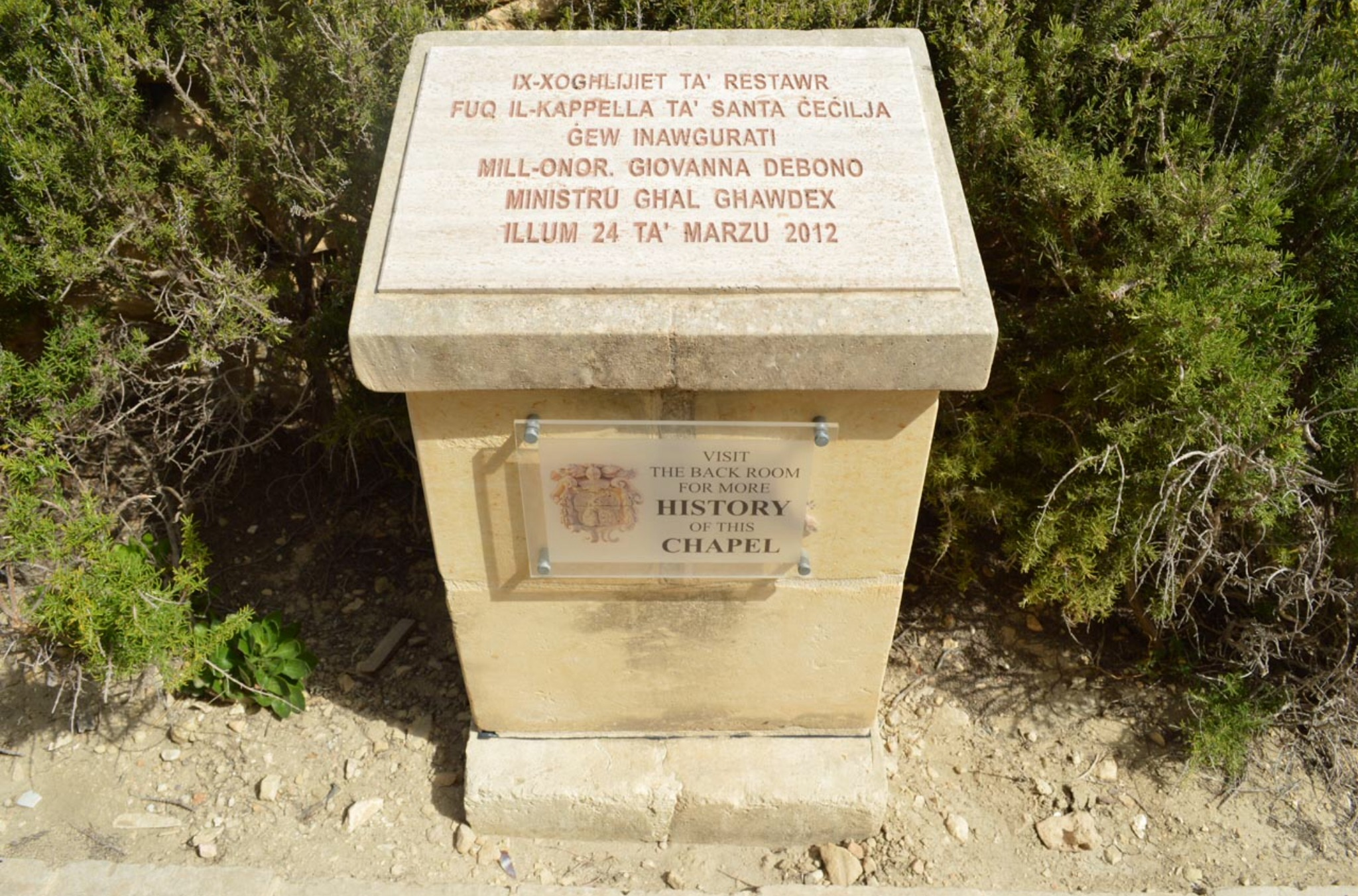
Plinta z tablicą upamiętniającą otwarcie odbudowanej kaplicy w roku 2012

Zaraz po katastrofie w styczniu 2008 roku podjęto nadzwyczajne prace stabilizacyjne, a w późniejszym okresie roku budynek został przekazany pod opiekę NGO Wirt Għawdex. Odbudowę kontynuowano do roku 2011, i budynek został otwarty 24 marca 2012 roku. Prace restauracyjne prowadzone były przez Wirt Għawdex oraz Ministry for Gozo, sponsorowane były przez Baron Group of Companies, z dodatkowymi funduszami pochodzącymi z projektów "eco-gozo" oraz The Rotary Club Gozo. Budynek został przekształcony w miejsce spotkań kulturalnych, w tym wykłady, wystawy i koncerty.
Budynek pozostaje pod opieką Wirt Għawdex, i jest otwarty dla publiczności w ostatnią sobotę każdego miesiąca w godzinach od 11:00 do 13:00. Wstęp jest wolny. Wizyty grupowe muszą być zamawiane wcześniej.
Budynek kaplicy jest teraz również umieszczony na liście National Inventory of the Cultural Property of the Maltese Islands pod poz. 00041.

## Architektura

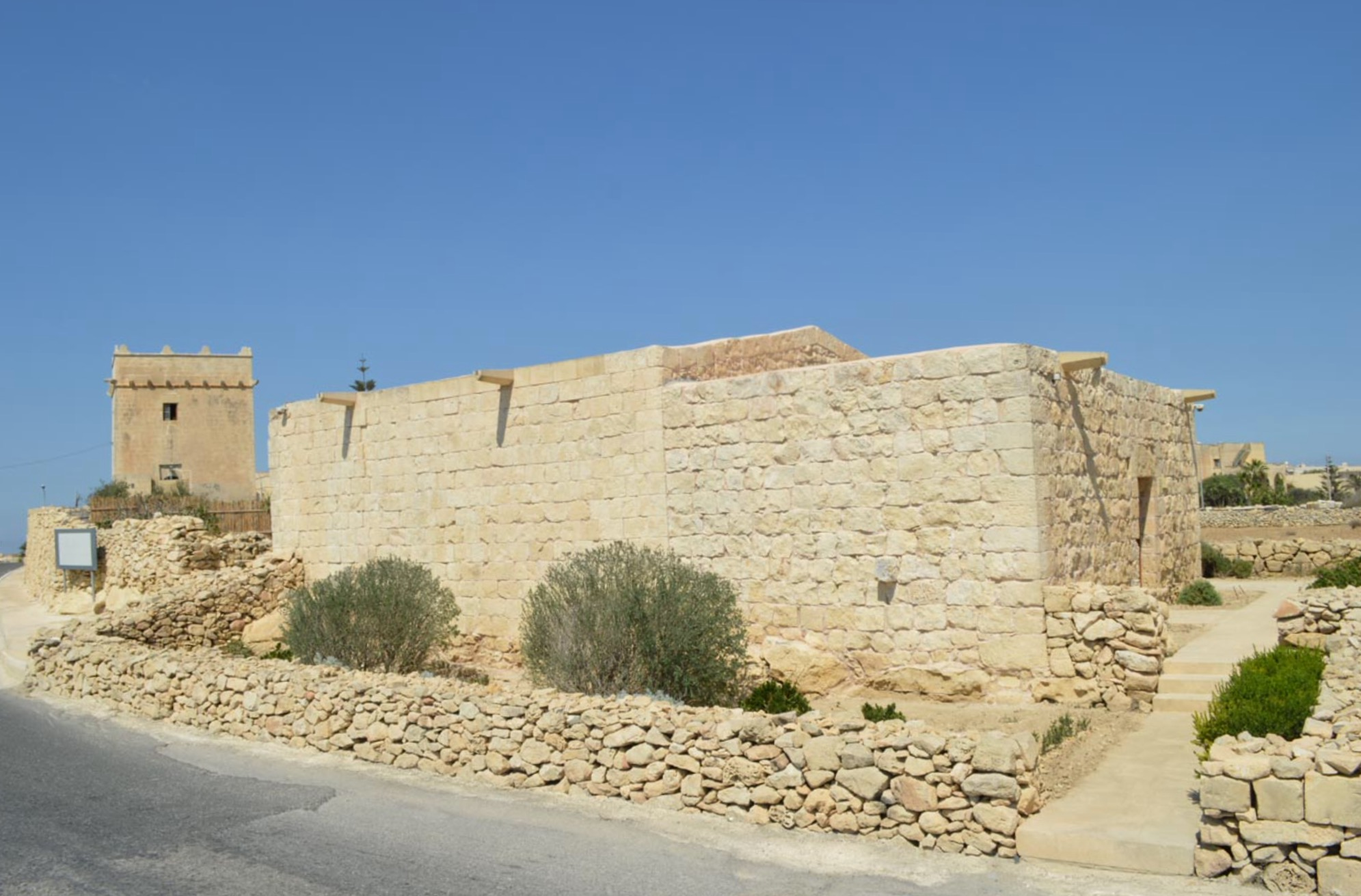
Kaplica św. Cecylii widziana z tyłu; w oddali wieża św. Cecylii

Kaplica św. Cecylii ma prostą budowę, jest typowym przykładem maltańskiej architektury wernakularnej (lokalnej) z okresu późnego średniowiecza. Jest najlepiej zachowaną beznawową kaplicą na Malcie, które kiedyś były popularne na wyspach. Jest jedyną średniowieczną kaplicą, która przetrwała na Gozo.
Budynek ma prawie dokładnie kwadratowy kształt o wymiarach 7x7 metrów, pokrywa go dach o niewielkim spadku. Kaplica jest zbudowana z miejscowego wapienia, z fasadą z obrabianych bloków, podczas gdy pozostałe boki wykonane są z kamienia. Podłoga kaplicy leży około 1 metra poniżej poziomu gruntu, wiodą do niej trzy schody. We wnętrzu trzy kamienne łuki dzielą budynek na cztery segmenty, podtrzymując jednocześnie dach budynku. Małe prostokątne okno ponad drzwiami jest jedynym, poza wejściem, źródłem światła w kaplicy.